# Nerijus Radžius
Nerijus Radžius (ur. 27 sierpnia 1976 w Akmenė) – litewski piłkarz, reprezentant kraju, grający na pozycji obrońcy.

## Kariera klubowa
Karierę piłkarską Radžius zaczynał w litewskim klubie Cementininkas Naujoji Akmenė. W 1996 podpisał kontrakt z Žalgirisem Wilno. Grając w tym klubie cztery lata rozegrał 66 spotkań, w których strzelił 2 bramki. Wraz z drużyną zdobył mistrzostwo A lyga w 1999 oraz Puchar Litwy w 1997. Dotarł także do finału tych rozgrywek w 2000. W 2000 przeszedł do Zagłębia Lubin, gdzie był podstawowym graczem. Dla Miedziowych wystąpił w 59 spotkaniach, w których strzelił 6 bramek.
W 2003 został sprzedany do rosyjskiego klubu Czernomoriec Noworosyjsk. Później zaliczył jeszcze epizod w innym rosyjskim klubie Wołgar Astrachań. W 2006 wrócił do swojego rodzinnego kraju, gdzie grał w klubie FBK Kowno. W 2008 strzelił bramkę z rzutu wolnego, która dała awans jego drużynie do trzeciej rundy eliminacji Ligi Mistrzów, tym samym eliminując z rozgrywek szkocki klub Rangers. Z drużyną dwukrotnie zdobył mistrzostwo A lyga w sezonach 2006 i 2007 oraz Puchar Litwy w 2008. 
Rok 2009 Radžius spędził w ŁKS-ie Łódź, zaś od wiosny 2010 do 2013 był piłkarzem Sūduvy Mariampol. W latach 2014–2016 grał w FK Vytis. Karierę zakończył w 2017 w Panerysie Wilno. 
| Sezon   | Klub                     | Kraj   | Rozgrywki        | Mecze | Bramki |
| ------- | ------------------------ | ------ | ---------------- | ----- | ------ |
| 1996/97 | Žalgiris Wilno           | Litwa  | A lyga           | 17    | 0      |
| 1997/98 | Žalgiris Wilno           | Litwa  | A lyga           | 21    | 1      |
| 1998/99 | Žalgiris Wilno           | Litwa  | A lyga           | 15    | 1      |
| 1999    | Žalgiris Wilno           | Litwa  | A lyga           | 13    | 0      |
| 2000    | Žalgiris Wilno           | Litwa  | A lyga           | 15    | 3      |
| 2000/01 | Zagłębie Lubin           | Polska | Ekstraklasa      | 23    | 0      |
| 2001/02 | Zagłębie Lubin           | Polska | Ekstraklasa      | 14    | 2      |
| 2002/03 | Zagłębie Lubin           | Polska | Ekstraklasa      | 22    | 4      |
| 2003    | Czernomoriec Noworosyjsk | Rosja  | Priemjer-Liga    | 3     | 0      |
| 2004    | Czernomoriec Noworosyjsk | Rosja  | Pierwyj diwizion | 21    | 0      |
| 2005    | Wołgar Astrachań         | Rosja  | Pierwyj diwizion | 29    | 0      |
| 2006    | FBK Kaunas               | Litwa  | A lyga           | 30    | 0      |
| 2007    | FBK Kaunas               | Litwa  | A lyga           | 32    | 3      |
| 2008    | FBK Kaunas               | Litwa  | A lyga           | 19    | 1      |
| 2008/09 | ŁKS Łódź                 | Polska | Ekstraklasa      | 13    | 1      |
| 2009/10 | ŁKS Łódź                 | Polska | I liga           | 4     | 0      |
| 2010    | Sūduva Mariampol         | Litwa  | A lyga           | 26    | 3      |
| 2011    | Sūduva Mariampol         | Litwa  | A lyga           | 32    | 2      |
| 2012    | Sūduva Mariampol         | Litwa  | A lyga           | 31    | 1      |
| 2013    | Sūduva Mariampol         | Litwa  | A lyga           | 16    | 1      |
| 2014    | FK Vytis                 | Litwa  | LFF II lyga      |       |        |
| 2015    | FK Vytis                 | Litwa  | LFF II lyga      |       |        |
| 2016    | FK Vytis                 | Litwa  | LFF I lyga       | 15    | 2      |
| 2017    | Panerys Wilno            | Litwa  | LFF II lyga      | 14    | 2      |

## Kariera reprezentacyjna
Radžius po raz pierwszy w drużynie narodowej zadebiutował 9 lipca 1997 w wygranym 2:1 meczu z Estonią. Radžius zagrał w dwóch spotkaniach w ramach eliminacji do Mistrzostw Świata 2002, rozgrywanych w Korei Południowej i Japonii. 
Ostatni raz dla litewskiej reprezentacji zagrał 7 lutego 2009. Przeciwnikiem w tamtym spotkaniu była Polska, a mecz zakończył się remisem 1:1. 
| Mecze i gole w reprezentacji | Mecze i gole w reprezentacji | Mecze i gole w reprezentacji | Mecze i gole w reprezentacji | Mecze i gole w reprezentacji | Mecze i gole w reprezentacji | Mecze i gole w reprezentacji |
| #                            | Data                         | Miasto                       | Przeciwnik                   | Gol                          | Wynik                        | Rozgrywki                    |
| ---------------------------- | ---------------------------- | ---------------------------- | ---------------------------- | ---------------------------- | ---------------------------- | ---------------------------- |
| 1.                           | 09.07.1997                   | Wilno                        | Estonia                      |                              | 2:1                          | Baltic Cup                   |
| 2.                           | 11.07.1997                   | Wilno                        | Łotwa                        |                              | 1:0                          | Baltic Cup                   |
| 3.                           | 19.08.1998                   | Wilno                        | Białoruś                     |                              | 0:3                          | towarzyski                   |
| 4.                           | 18.08.1999                   | Oslo                         | Norwegia                     |                              | 0:1                          | towarzyski                   |
| 5.                           | 16.08.2000                   | Viseu                        | Portugalia                   |                              | 1:5                          | towarzyski                   |
| 6.                           | 03.09.2000                   | Bukareszt                    | Rumunia                      |                              | 0:1                          | El. MŚ 2002                  |
| 7.                           | 11.10.2000                   | Kowno                        | Węgry                        |                              | 1:6                          | El. MŚ 2002                  |
| 8.                           | 30.04.2003                   | Kowno                        | Rumunia                      |                              | 0:1                          | towarzyski                   |
| 9.                           | 03.07.2003                   | Valga                        | Estonia                      |                              | 5:1                          | Baltic Cup                   |
| 10.                          | 04.07.2003                   | Valga                        | Łotwa                        |                              | 1:2                          | Baltic Cup                   |
| 11.                          | 20.08.2003                   | Sofia                        | Bułgaria                     |                              | 0:3                          | towarzyski                   |
| 12.                          | 07.02.2009                   | Loulé                        | Polska                       |                              | 1:1                          | towarzyski                   |

## Sukcesy
Žalgiris Wilno
- Mistrzostwo A lyga (1): 1999
- Puchar Litwy (1): 1997
- Finał Pucharu Litwy (1): 2000

FBK Kowno
- Mistrzostwo A lyga (2): 2006, 2007
- Puchar Litwy (1): 2008